# Multioppia carpatica
Multioppia carpatica är en kvalsterart som beskrevs av Schalk 1966. Multioppia carpatica ingår i släktet Multioppia och familjen Oppiidae. Inga underarter finns listade i Catalogue of Life.